# Dolcinópolis
Dolcinópolis é um município brasileiro do estado de São Paulo. A cidade tem uma população de 2.096 habitantes (IBGE/2010) e área de 78,3 km².

## História

### Formação territorial-administrativa
Histórico da formação do município:
- Distrito criado no município de Jales pela Lei nº 233, de 24/12/1948.
- Município criado pela Lei nº 5.285, de 18/02/1959.

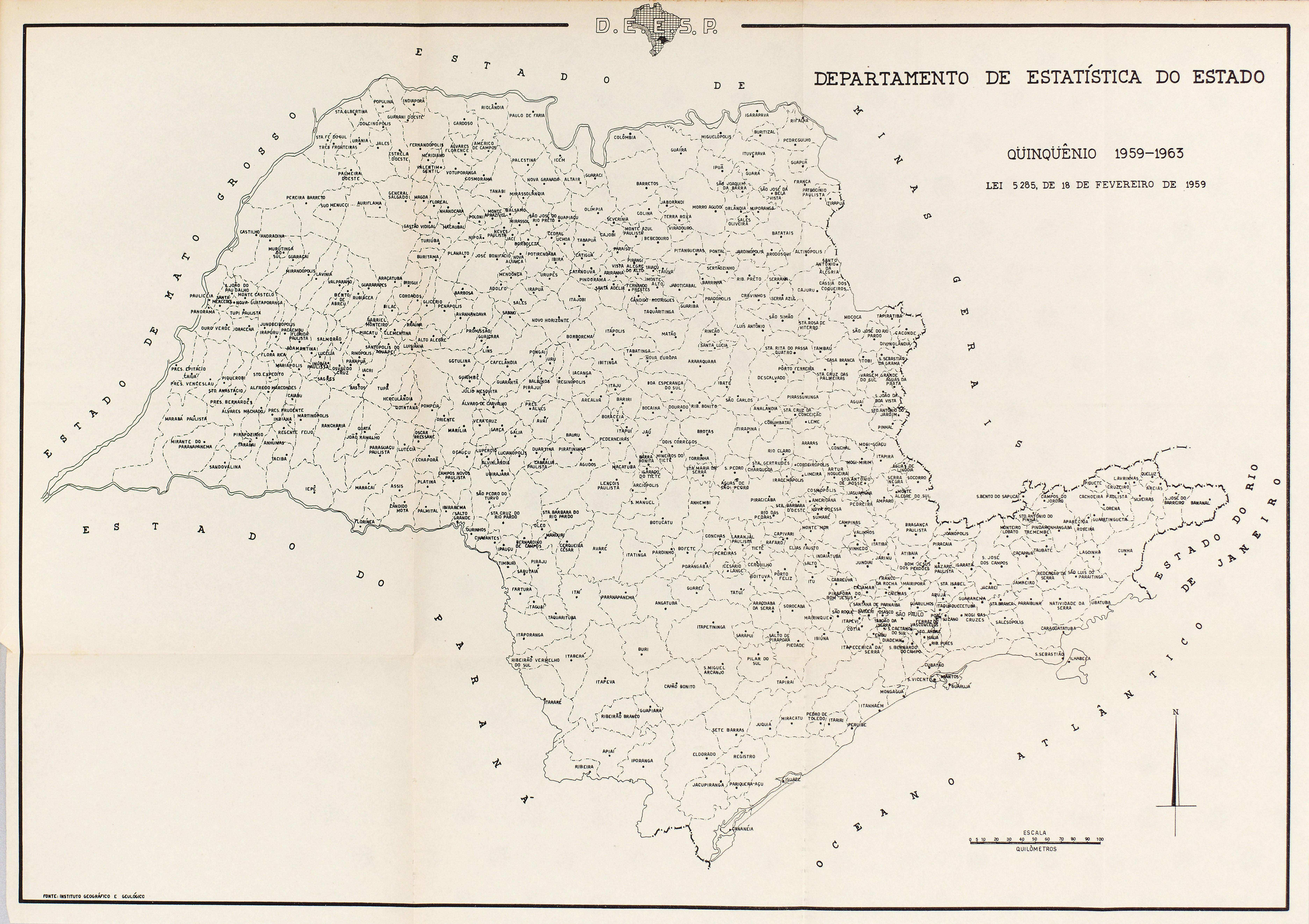
Estado de São Paulo (1959).

## Demografia

### População
| Crescimento populacional                             | Crescimento populacional | Crescimento populacional | Crescimento populacional |
| Ano                                                  | População Total          |                          | %±                       |
| ---------------------------------------------------- | ------------------------ | ------------------------ | ------------------------ |
| 1960                                                 | 12 449                   |                          | —                        |
| 1970                                                 | 3 265                    |                          | −73,8%                   |
| 1980                                                 | 2 209                    |                          | −32,3%                   |
| 1991                                                 | 2 094                    |                          | −5,2%                    |
| 2000                                                 | 2 152                    |                          | 2,8%                     |
| 2010                                                 | 2 096                    |                          | −2,6%                    |
| 2022                                                 | 2 207                    |                          | 5,3%                     |
| Est. 2024                                            | 2 250                    | [ 7 ]                    | 1,9%                     |
| Fontes: Censos Demográficos IBGE e Estimativas SEADE |                          |                          |                          |

### Dados demográficos
Dados do Censo - 2010
População Total: 2.096
- Urbana: 1.949
- Rural: 147
- Homens: 1.091[11]
- Mulheres: 1.005

Densidade demográfica (hab./km²): 26,76
Dados do Censo - 2000
Mortalidade infantil até 1 ano (por mil): 14,03
Expectativa de vida (anos): 72,23
Taxa de fecundidade (filhos por mulher): 2,10
Taxa de Alfabetização: 81,90%
Índice de Desenvolvimento Humano (IDH-M): 0,760
- IDH-M Renda: 0,665
- IDH-M Longevidade: 0,787
- IDH-M Educação: 0,827

(Fonte: IPEADATA)

## Geografia
Localiza-se a uma latitude 20º07'23" sul e a uma longitude 50º30'48" oeste, estando a uma altitude de 463 metros.
Possui uma área de 78,3 km².

### Hidrografia
- Ribeirão Santa Rita

### Rodovias
- SP-557
- SP-463

## Infraestrutura

### Comunicações
O sistema de telefones automáticos foi inaugurado na cidade em 1977 pela Telecomunicações de São Paulo (TELESP), que também implantou o sistema de discagem direta à distância (DDD) em 1989 com o código de área (0176). Anteriormente a cidade era atendida pela Companhia de Telecomunicações do Estado de São Paulo (COTESP).
Na década de 90 o código DDD da cidade foi alterado para (017), para padronização do sistema telefônico com a telefonia celular que estava sendo implantada em todo o estado.

## Religião
O Cristianismo se faz presente na cidade da seguinte forma:

### Igreja Católica
- A igreja faz parte da Diocese de Jales.[16]

### Igrejas Evangélicas
- Assembleia de Deus Ministério do Belém.[17][18]
- Congregação Cristã no Brasil.[19]